# Melora Hardin

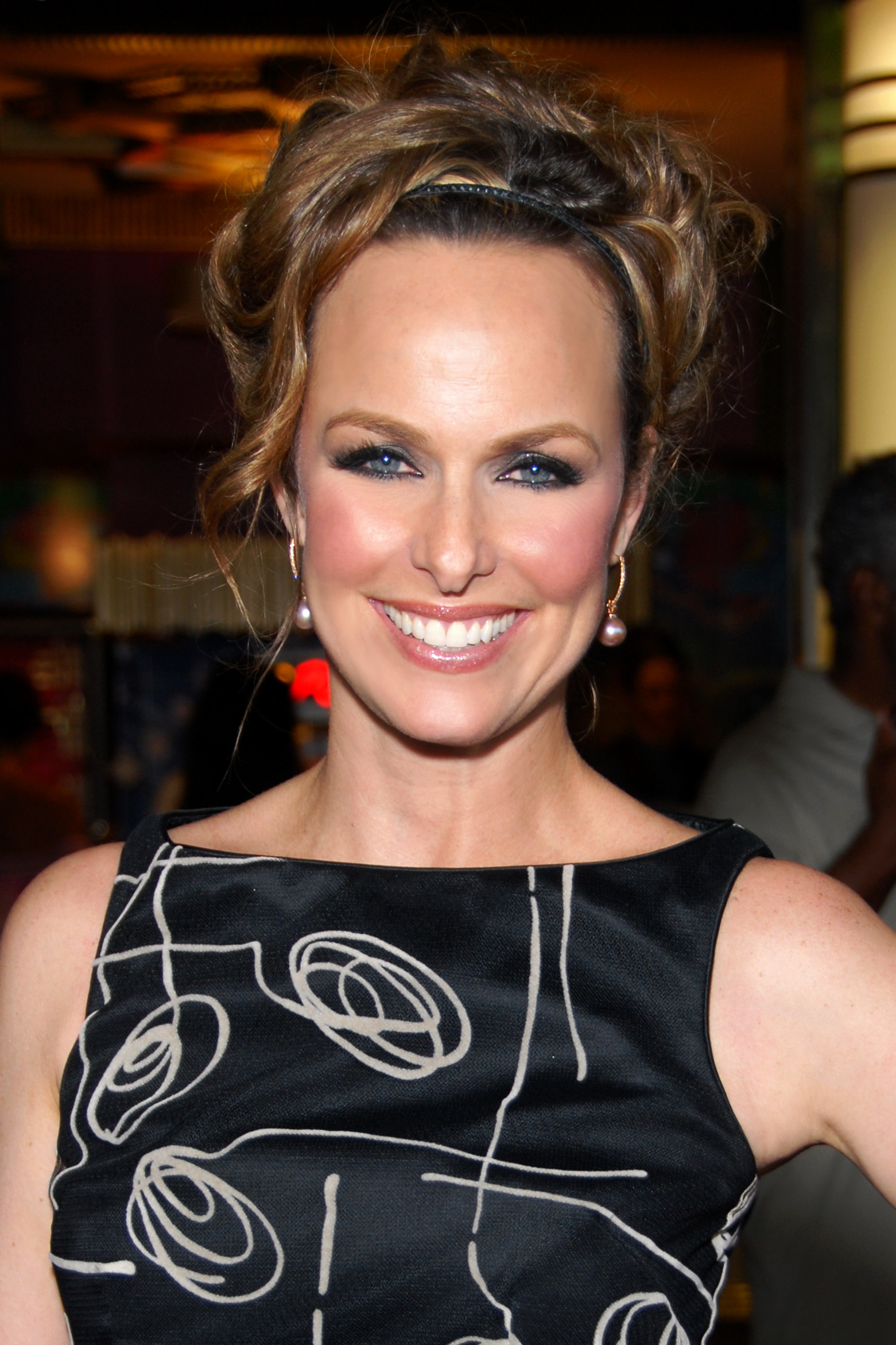
Melora Hardin (2009)

Melora Diane Hardin (* 29. Juni 1967 in Houston, Texas) ist eine US-amerikanische Schauspielerin.

## Leben und Leistungen
Melora Hardin ist Tochter des Schauspielers Jerry Hardin. Sie debütierte am Ende der 1970er Jahre in den Fernsehserien Thunder und The Cliffwood Avenue Kids. Für die Rolle in der Fernsehserie The Family Tree aus dem Jahr 1983 wurde sie im Jahr 1984 für den Young Artist Award nominiert. Für die Rolle in der Serie Two Marriages (1983) gewann sie 1985 den Young Artist Award. Für die Rolle im Filmdrama Papa Was a Preacher wurde sie 1987 für den Young Artist Award nominiert. 1988 spielte sie in der dem Kinofilm Dirty Dancing nachempfundenen gleichnamigen Fernsehserie die Rolle der Baby Houseman an der Seite von Patrick Cassidy.
In der Komödie Soul Man spielte Hardin die Rolle der Studentin Whitney Dunbar, die ihren Kollegen Mark Watson (C. Thomas Howell) zu verführen versucht. In der Komödie Robin Hood Junior übernahm sie eine der Hauptrollen. Im Thriller Absolute Power spielte sie die Rolle von Christy Sullivan, die der US-Präsident Allen Richmond (Gene Hackman) zu vergewaltigen versucht und die daraufhin von seinen Sicherheitsagenten erschossen wird. In der Horrorkomödie Im Jenseits sind noch Zimmer frei trat sie neben Steve Guttenberg und Kirsten Dunst auf.
Von 2004 bis 2009 spielte sie eine kleine Nebenrolle in der Fernsehserie Monk, dort verkörperte sie die Rolle der Trudy, Monks verstorbener Ehefrau. Von 2005 bis 2013 spielte sie die Rolle der Jan Levinson in der Fernsehserie Das Büro.
Hardin ist seit dem Jahr 1997 mit dem Schauspieler Gildart Jackson verheiratet und hat zwei Kinder.

## Filmografie (Auswahl)
- 1979–1982: Quincy (Quincy, M. E., Fernsehserie, zwei Folgen)
- 1981/1983: Unsere kleine Farm (Little House on the Prairie, Fernsehserie, drei Folgen)
- 1983: Magnum (Magnum, p.i., Fernsehserie, eine Folge)
- 1985: Papa Was a Preacher
- 1986: Der stählerne Adler (Iron Eagle)
- 1986: Soul Man
- 1990: Lambada – Set the night on fire
- 1991: Rocketeer (The Rocketeer)
- 1993: Robin Hood Junior (Reckless Kelly)
- 1994: Friends (Fernsehserie, eine Folge)
- 1995, 1999: Diagnose: Mord (Diagnosis Murder, Fernsehserie, zwei Folgen)
- 1995: Das Chamäleon (Chameleon)
- 1997: Absolute Power
- 1997: Im Jenseits sind noch Zimmer frei (Tower of Terror)
- 1998: Erasable You
- 1999: 7 Girlfriends (Seven Girlfriends)
- 2002: Hot Chick – Verrückte Hühner (The Hot Chick)
- 2004: El Padrino
- 2004–2009: Monk (Fernsehserie, zehn Folgen)
- 2005: Thank You for Smoking
- 2005–2013: The Office (Fernsehserie, 40 Folgen)
- 2006: Gilmore Girls (Fernsehserie, eine Folge)
- 2006: The Office: The Accountants (Webserie, eine Folge)
- 2007: The Comebacks
- 2008: 27 Dresses
- 2009: Hannah Montana – Der Film (Hannah Montana: The Movie)
- 2009: 17 Again – Back to High School (17 Again)
- 2010: Knucklehead – Ein Bärenstarker Tollpatsch (Knucklehead)
- 2011: CSI: Miami (Fernsehserie, eine Folge)
- 2014–2019: Transparent (Fernsehserie, 14 Folgen)
- 2015: Falling Skies (Fernsehserie, zwei Folgen)
- 2017: Anything
- 2017: The Blacklist (Fernsehserie, zwei Folgen)
- 2017–2021: The Bold Type – Der Weg nach oben (The Bold Type, Fernsehserie, 52 Folgen)
- 2018: Cruel Hearts
- seit 2019: A Million Little Things (Fernsehserie)
- 2021: Caged
- 2022: Love Classified (Fernsehfilm)
- 2023: Clock
- 2023: Mr. Monk’s Last Case: A Monk Movie (Fernsehfilm)